# Четыре таксиста и собака
«Четыре таксиста и собака» — российский художественный фильм, снятый в 2004 году режиссёром Фёдором Поповым. В 2006 году вышло продолжение — «Четыре таксиста и собака 2».

## Сюжет
Выбракованный из элитного помёта и обречённый на эвтаназию щенок таксы по дороге в ветлечебницу случайно попадает в благополучный процветающий таксопарк. Четыре таксиста вместе с упрямой таксой по кличке Фигаро оказываются втянутыми в водоворот приключений.

## Персонажи
- Таня Жичкина — бывшая автогонщица. Девушка с характером, но вместе с тем очень ранимая. Преданный друг. По рекомендации своего соседа Кости Сарычева девушка устраивается работать в таксопарк водителем. Там она знакомится с Лёхой и Мачо, в которого неудачно въехала. В первый же день работы в такси она знакомится и с будущим возлюбленным — Риком, и к ней в машину попадает Фигаро — щенок таксы.
- Костя Сарычев — таксист со стажем, друг и сосед Тани Жичкиной, также дружит с Лёхой и Мачо. По его совету девушка устраивается работать в такси. Его жена умерла за два года до событий фильма. Однажды он знакомится с Анной — профессором-орнитологом. Как-то незаметно он понимает, что любит эту женщину, она также к нему неравнодушна.
- Лёха Говорухин — таксист, друг Тани, дяди Кости и Мачо. Разведён, имеет сына, с которым бывшая жена запрещает общаться.
- Мачо — таксист, друг Тани, дяди Кости и Лёхи. Любвеобильный парень.
- Рикардо Росси — итальянец в России, возлюбленный Тани Жичкиной. Познакомился с ней, когда девушка везла его на вокзал. Имеет свой бизнес — торгует оливковым маслом, итальянскими макаронами. Импульсивный, эмоциональный человек. Очень любит Таню и не хочет, чтобы девушка работала. Ревнив, ревнует Жичкину даже к Фигаро, с которым у него напряжённые отношения.
- Марина Юркова — заводчица собак. Стервозная, беспринципная женщина. Забраковала Фигаро, когда тот был ещё щенком, и отправила на эвтаназию.
- Анна Николаевна — профессор-орнитолог. Красивая, обаятельная, умная женщина. Познакомилась с дядей Костей, когда тот вёз её по всей Москве — Анна потеряла ключи. Именно она возвращает равнодушного Сарычева к жизни, прививает ему стиль и пробуждает в таксисте нежные чувства. Сама она также неравнодушна к дяде Косте.
- Фигаро — пёс породы такса. Храбрый, настойчивый, целеустремлённый, с характером. Попал к Тане случайно, когда его забраковала заводчица. Любимец почти всего таксопарка. Был украден вьетнамским бизнесменом, самостоятельно пробежал 500 километров до Москвы.

## В ролях
| Актёр                         | Роль                  |
| ----------------------------- | --------------------- |
| Такса — Жасмин Дар Самоцвета  | Такса Фигаро          |
| Александра Березовец-Скачкова | Анна Николаевна       |
| Виктор Бычков                 | дядя Костя Сарычев    |
| Анатолий Горячев              | Лёха Говорухин        |
| Ирина Ефремова                | Юркова                |
| Любовь Зайцева                | Таня Жичкина          |
| Джулиано Ди Капуа             | Рикардо Росси         |
| Василий Мищенко               | «Серый»               |
| Алексей Панин                 | «Мачо»                |
| Сергей Рубеко                 | Рябцев                |
| Михаил Самохвалов             | «Кипиш»               |
| Анна Уколова                  | притравщица Зина      |
| Андрей Федорцов               | охранник в таксопарке |
| Игорь Ясулович                | егерь Ваня            |
| Дмитрий Персин                | охранник в зоопарке   |

## Съёмочная группа
- Режиссёр: Фёдор Попов
- Продюсер: Фёдор Попов
- Сценарий: Алла Криницына
- Оператор: Ломер Ахвледиани
- Композитор: Алексей Шелыгин
- Художник-постановщик: Леонид Свинцицкий

## Фестивали и награды
- ХII фестиваля «Золотой Остап» (2005) — Лучший фильм для семейного просмотра.